# 周南市立熊毛中学校
周南市立熊毛中学校（しゅうなんしりつ くまげちゅうがっこう）は、山口県周南市にある中学校。
現在1年3クラス、2年4クラス、3年4クラス、特別支援学級2クラスの生徒総数390名からなり、校区は広く7割の生徒が自転車通学をしている。

## 教育方針など

### 校訓
- 至誠 常に真理と正義を愛し、誠意と責任をも って行動する
- 友情 相互に深い信頼と敬愛の念をもって、励まし高め合う
- 希望 より高い目標を掲げ、夢の実現に向かって努力する

### チャレンジ目標
時を守る 場を清める 礼を正す

### 学校教育目標
確かな学力と豊かな心をもち たくましく生き抜く生徒の育成

### キャッチフレーズ
熊毛中を日本一のいい学校に

## 沿革
（沿革節の主要な出典は公式サイト）
- 1964年（昭和39年） : 三丘・高水・勝間・八代の各中学校を統合、熊毛町立熊毛中学校とする 校地造成完成 第1期校舎完成
- 1965年 : 校旗の贈呈を受け入魂式挙行
- 1966年 : 実質統合完了、単独校として発足、体育館完工
- 1967年 : 運動場竣工
- 1968年 : 校碑竣工緑化完了、校歌制定
- 1970年 : 水泳プール竣工
- 1971年 : 熊毛町学校給食共同調理場完工、学校給食開始
- 1976年 : 八代地区の通学バス，町運営化
- 1981年 : プレハブ校舎増設工事完了
- 1983年 : 新館等工事竣工
- 1984年 : 校門完工
- 1984年 - 1985年 : 文部省指定研究校「道徳教育…学校，家庭連携推進校」
- 1990年（平成2年） : コンピュータ教室完成
- 1993年 浄化槽廃止，公共下水道へ直結工事
- 1994年 : 30周年記念事業実施
  - 文部省・山口県教育委員会指定の同和教育研究発表会開催
  - 卒業記念品時計塔，中庭に設置
- 1996年 : 第２コンピュータ室新設、FRP受水槽整備
- 2002年 コミュニケーションルーム（コモンホール）整備、新館生徒用障害者用トイレ完備
- 2003年 : 周南市合併で周南市立熊毛中学校とする
- 2008年 : 旧校舎北側外壁改修完了

## 進学前小学校
- 周南市立大河内小学校
- 周南市立勝間小学校
- 周南市立高水小学校
- 周南市立三丘小学校
- 周南市立八代小学校

## 部活動

### 運動部
- 陸上競技部
- バスケットボール部
- 剣道部
- 柔道部
- 軟式野球部
- 卓球部
- ソフトテニス部
- バレーボール部（女子）
- サッカー部（平成30年度4月9日より活動開始）

### 文化部
- 吹奏楽部
- 芸術部
- コンピューター部
- ボランティア部